# 曹純
曹純（170年—210年），字子和，東漢末年三国时期曹操手下重要將領，为其家族軍其中一員。曹仁之弟。於王粲《英雄記》有載。曹纯是曹操部下精锐部队“虎豹骑”的统领者，因在平定北方的战役中颇有功绩，被加封为高陵亭侯。曹纯擅战，甚得人心，为人重纲纪，不失理智，好学问，敬爱学士，闻名天下。

## 生平
曹纯是曹仁的同母弟，曹操的堂弟。十四歲喪父，與曹仁分居（不住在一起），繼承父親產業，僮僕、客人上百人。十八歲時，任為黃門侍郎。二十歲時，跟隨曹操到襄邑募兵，開始隨軍征戰。

### 虎豹破袁
建安十年（205年），任議郎參司空軍事，統率曹營精兵督虎豹騎從圍袁譚於南皮，袁譚親自率軍出戰，曹軍死傷甚多。曹操本想以逸待勞，曹纯劝道：“今千里蹈敵，進不能克，退必喪威；且縣師深入，難以持久。彼勝而驕，我敗而懼，以懼敵驕，必可克也。”
曹純認為：「今日我方千里奔袭以趋敌，如果不能彻底消灭敌人而就匆匆退兵的话，必然会折损军威；况且我们已经孤军深入，难以持久作战。现在敌人因为暂时的胜利而开始骄傲大意，我军则因进攻受挫而变得谨慎小心，以谨慎小心的我军对阵骄傲大意的敌人，我们一定可以获得胜利」。曹操認為可行，便實行急攻，袁譚果然敗陣，曹純麾下虎豹騎更斬殺袁譚。
建安十二年（207年），曹操北征乌桓，在白狼山与乌桓的数万精锐骑兵相遇。曹操果断下令迎战，任命张辽和张郃为先锋，以曹纯率领虎豹骑跟随兩將冲击乌桓军阵，乌桓骑兵无法抵挡，被击溃后逃窜。蹋顿单于等首领被虎豹骑俘获后斩杀。曹军趁势追亡逐北，迫使敌军二十万众投降。曹纯于此战役后，加上前後軍功封為高陵亭侯、食邑三百戶。 

### 奔襲當陽
建安十三年（208年），跟隨曹操南征荊州，追擊劉備到當陽附近，擄獲劉備二女、輜重，收其劉軍散兵。乘勝進逼江陵，後再還譙。之後於建安十五年（210年）逝世。並在黃初元年（220年）曹丕稱帝後，追諡他為威侯。

## 特徵
曹純擅戰，負責統率曹營精兵虎豹騎，甚得人心。為人重綱紀，不失理智，鄉里覺得曹純有能，好學問，敬愛學士，學士多投為其客，遠近聞名。

## 家庭

### 祖父
- 曹褒，為潁川太守，166年卒[1]。

### 父親
- 曹熾，任侍中、長水校尉。後因曹仁之功，追谥為陈穆侯，置守冢十家。

### 兄長
- 曹仁，三國時期曹魏重要將領，曹操家族軍其中一員。

### 同族兄弟
- 曹操，三國時期曹魏締造奠基者。
- 曹洪，三國時期曹魏重要將領，多年隨曹操征戰，又多次救曹操。

### 子
- 曹演，曹純之子。官至領軍將軍。正元二年（255年），進封平樂鄉侯。

### 孫
- 曹亮，曹演之子，嗣平樂鄉侯。

## 藝術形象
- 小說《三國演義》沒有任何虎豹騎的著墨，且曹純亦非重要將領，而是在南郡之戰以曹仁部將與周瑜交戰敗北，之後在潼關之戰時為曹操的從軍。

- 陳某漫畫《火鳳燎原》設定於下邳之戰時登場，率領虎豹騎進入下邳，先打敗臧霸、再擊殺在重傷下奮不顧身營救呂布的高順，後來率虎豹騎分別迎戰張飛和孫策，在赤壁之戰後夷陵之戰強攻甘寧時，遇上陳到所率「白毦兵」，死於陳到手持的連弩之下。

- 在遊戲《三國殺》中為魏勢力角色，設定上有一養孫女曹軼，曹純死後由曹軼繼承虎豹騎。

## 評價
- 《三國志》評曰：「夏侯、曹氏，世為婚姻，故惇、淵、仁、洪、休、尚、真等並以親舊肺腑，貴重于時，左右勳業，咸有效勞。」
- 《魏書》評曰：「純所督虎豹騎，皆天下驍銳，或從百人將補之，太祖難其帥。純以選為督，撫循甚得人心。及卒，有司白選代，太祖曰：『純之比，何可復得！吾獨不中督邪？』遂不選。」

## 延伸阅读
[在维基数据编辑]
 《三國志·卷09》，出自陳壽《三國志》